# 稚内地区消防事務組合
稚内地区消防事務組合（わっかないちくしょうぼうじむくみあい、英語：Wakkanai Fire Department ）は、地方自治法の規定により消防の事務を共同処理するために組織された一部事務組合で、消防組織法の規定により設けられた北海道宗谷地方の一部の消防機関（消防本部）である。

## 管轄区域
- 稚内市
- 天塩郡豊富町および宗谷郡猿払村 ‐（宗谷総合振興局管内）

## 沿革
「沿革」参照
- 1973年（昭和48年）：稚内地区消防事務組合が発足。同消防署豊富支署庁舎および同消防署猿払支署庁舎が竣工
- 1974年（昭和49年）：北出張所庁舎が竣工
- 1990年（平成02年）：消防緊急情報システム設備を運用開始
- 1996年（平成08年）：救助隊潜水班業務を開始
- 1997年（平成09年）：同消防署猿払支署庁舎を新築
- 1998年（平成10年）：消防コミュニティ庁舎を改築
- 2001年（平成13年）：北出張所を廃止

## 組織
「組織系統図」参照
- 管理者／稚内市長 -  副管理者3人／豊富町長および猿払村長、稚内市副市長
- 消防長
- 消防本部（稚内市）
  - 総務課
  - 予防課
  - 防災安全課
  - 消防署（稚内市）
    - 警防第一課
    - 警防第二課

  - 豊富支署
  - 猿払支署

## 消防車両
「消防車両の現状」参照
- ポンプ車：2
- 水槽車：4
- 大型水槽車：2
- 化学車：1
- 救助工作車：2
- 資機材搬送車・ボートトレーラー：1
- 屈折梯子車：1
- 指令車：3
- 高規格救急車：6
- 救急車：1
- 指揮車：1
- 広報車：1

## 消防署
| 消防署     | 所在地               | 支署および所在地                                               |
| ---------- | -------------------- | -------------------------------------------------------------- |
| 稚内消防署 | 稚内市港5丁目1番37号 | 豊富：天塩郡豊富町東1条7丁目 猿払：宗谷郡猿払村鬼志別南町1番地 |